# Kołczyn (gmina)
Kołczyn – dawna gmina wiejska istniejąca w latach 1945–1954 w woj. poznańskim i woj. zielonogórskim (dzisiejsze woj. lubuskie). Siedzibą władz gminy był Kołczyn.
Gmina Kołczyn powstała po II wojnie światowej (1945) na terenie tzw. Ziem Odzyskanych (tzw. III okręg administracyjny – Pomorze Zachodnie). 25 września 1945 gmina – jako jednostka administracyjna powiatu cielęcińskiego – została powierzona administracji wojewody poznańskiego, po czym z dniem 28 czerwca 1946 została przyłączona do woj. poznańskiego. 6 lipca 1950 gmina wraz z całym powiatem sulęcińskim weszła w skład nowo utworzonego woj. zielonogórskiego.
Według stanu z 1 lipca 1952 gmina składała się z 9 gromad: Brzozowa, Dębokierz, Kołczyn, Krzemów, Łąków, Łukomin, Maszków, Rudna i Rudnica. Gmina została zniesiona 29 września 1954 wraz z reformą wprowadzającą gromady w miejsce gmin. Jednostki nie przywrócono 1 stycznia 1973 wraz z kolejną reformą reaktywującą gminy.